# Torch Tower (Tokio)
Der Torch Tower ist ein in Planung befindlicher Wolkenkratzer in Umgebung des Bahnhof Tokio in der japanischen Hauptstadt Tokio. Mit 390 Metern Höhe wird der Turm bei seiner Fertigstellung Japans höchstes Hochhaus sein.

## Planung und Architektur
Der Wolkenkratzer wird über 63 Stockwerke verfügen und entsteht nach Plänen von Sou Fujimoto Architekten und Mitsubishi Jisho Sekkei Design. Fertigstellung ist für das Jahr 2027 vorgesehen.
Der Entwurf sieht im unteren Gebäudesegment Einkaufs- und darüber Büroflächen vor. Im oberen Drittel sollen ein großzügig gestalteter und begrünter Aussichtsbereich sowie ein Hotel mit 100 Zimmern entstehen. Charakteristisch für die Architektur des Hochhauses sind die abgerundeten Gebäudeecken, die markante Aussparung mit sichtbarem Strebewerk für den Aussichtsbereich und der von einer Fackelflamme inspirierte Gebäudeabschluss.
Der Turm ist Teil des rund 32.000 Quadratmeter großen städtebaulichen Entwicklungsgebiets Tokyo Torch und entsteht neben dem 212 Meter hohen Tokiwabashi Tower.